# ایسجه‌حصار
ایسجه‌حصار (به ترکی استانبولی: İscehisar) شهری است در کشور ترکیه که در استان افیون قره‌حصار واقع شده‌است. جمعیت این شهر بر اساس سرشماری سال ۲۰۰۸ میلادی ۱۱٬۷۷۳ نفر و بر اساس برآوردهای سال ۲۰۰۹ میلادی ۱۱٬۸۲۵ نفر می‌باشد.